# Elezione del Presidente della Commissione di Difesa Nazionale in Corea del Nord del 1998
L'elezione della Commissione di Difesa Nazionale della Repubblica Popolare Democratica di Corea del 1993 avvenne il 5 settembre ad opera della X Assemblea Popolare Suprema. Kim Jong-il fu riconfermato Presidente, mentre Jo Myong-rok fu eletto Primo Vicepresidente.